# Woodworthia
Woodworthia là một chi gecko trong họ Diplodactylidae đặc hữu New Zealand. Chi này bao gồm bốn loài được mô tả chính thức, mặc dù có thể tồn tại tới 17 loài khác biệt về mặt di truyền.. Tất cả các loài đều là loài bản địa New Zealand.
- Woodworthia brunnea (Cope, 1869)
- Woodworthia chrysosiretica (Robb, 1980)
- Woodworthia korowai Winkel et al., 2023
- Woodworthia maculata (Gray, 1845)